# Bezirk Leuk
Der Bezirk Leuk (fr. District de Loèche) im Schweizer Kanton Wallis besteht aus folgenden Gemeinden (Stand: 1. Januar 2013):
| Wappen            | Name der Gemeinde | Einwohner (31. Dezember 2023) | Fläche in km² | Einw. pro km² |
| ----------------- | ----------------- | ----------------------------- | ------------- | ------------- |
| Agarn             | Agarn             | 729                           | 7,65          | 95            |
| Albinen           | Albinen           | 262                           | 15,56         | 17            |
| Ergisch           | Ergisch           | 184                           | 29,53         | 6             |
| Gampel-Bratsch    | Gampel-Bratsch    | 2167                          | 23,04         | 94            |
| Ayent             | Guttet-Feschel    | 440                           | 10,43         | 42            |
| Inden             | Inden             | 118                           | 9,73          | 12            |
| Leuk              | Leuk              | 4307                          | 55,15         | 78            |
| Leukerbad         | Leukerbad         | 1396                          | 67,32         | 21            |
| Oberems           | Oberems           | 139                           | 50,26         | 3             |
| Salgesch          | Salgesch          | 1693                          | 11,36         | 149           |
| Turtmann-Unterems | Turtmann-Unterems | 1191                          | 42,42         | 28            |
| Varen             | Varen             | 691                           | 12,81         | 54            |
| Total (12)        | Total (12)        | 13'317                        | 335,26        | 40            |

Der 1928 begonnene Kalksteinabbau an der Rhone in Susten wurde inzwischen aufgegeben. Die Alusuisse-Werke (heute Alcan AG) in Chippis und Steg boten nach 1908 viele Arbeitsplätze. Die 1915 in Betrieb genommene Leuk-Leukerbad-Bahn wurde 1967 auf Busbetrieb umgestellt. 
2005 erhielt das Bahnhofsquartier Susten ein neues Gesicht: eine neue Bahnbrücke über die Rhone, einen neuen Bahntunnel in Richtung Salgesch und ein neues, etwas ostwärts versetztes Bahnhofsgebäude. Leuk, das während Jahrhunderten zentraler Verwaltungsort der Region war, ist Anfang des 21. Jahrhunderts noch Schul-, Gerichts- und Dienstleistungszentrum und dank der Satellitenbodenstation SES (International Teleport Switzerland AG) mit ihren weithin sichtbaren Riesenantennen ein interkontinental bedeutendes Telekommunikationszentrum (Baubeginn 1972).

## Veränderungen im Gemeindebestand

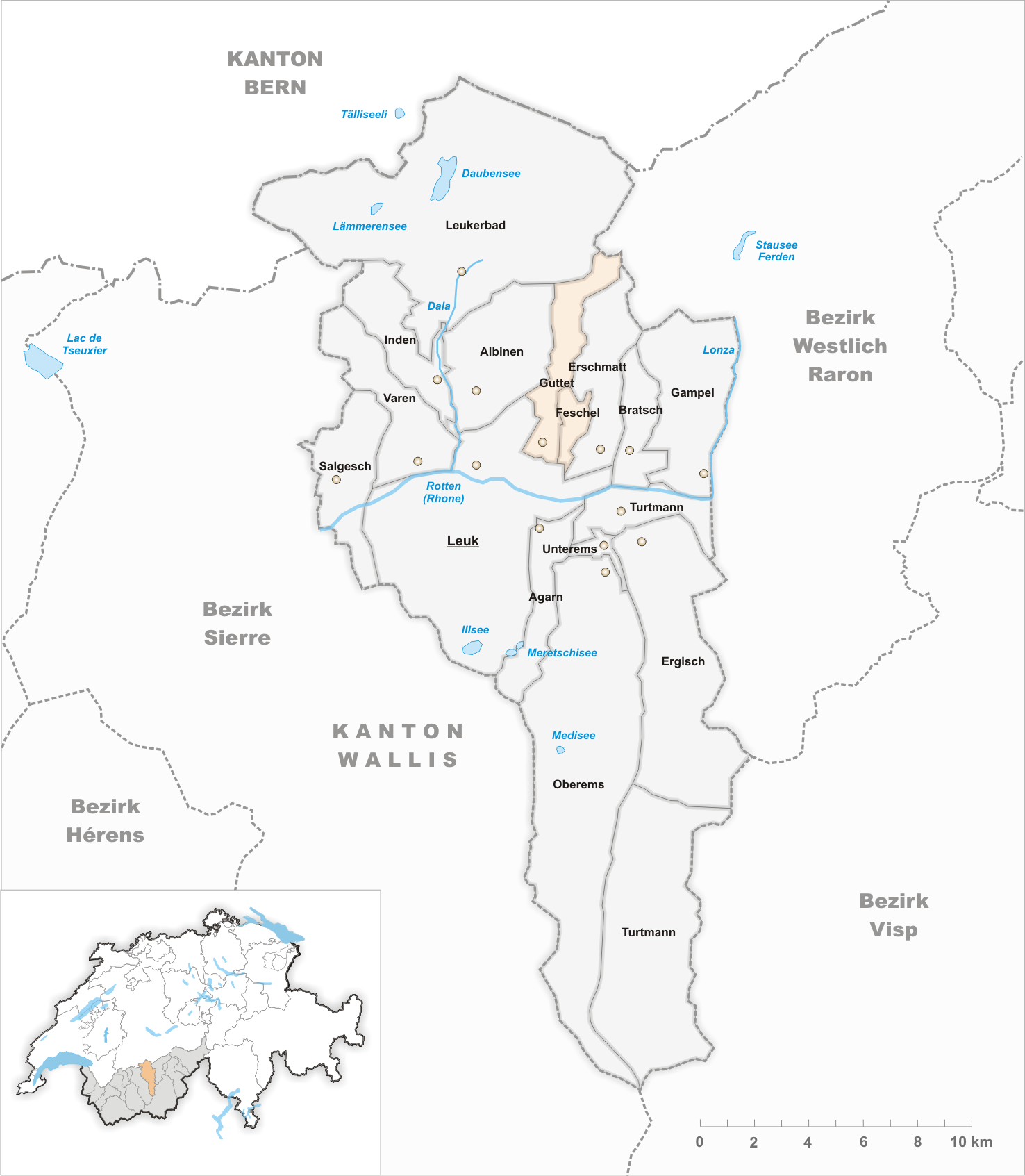
Gemeinden bis 2000
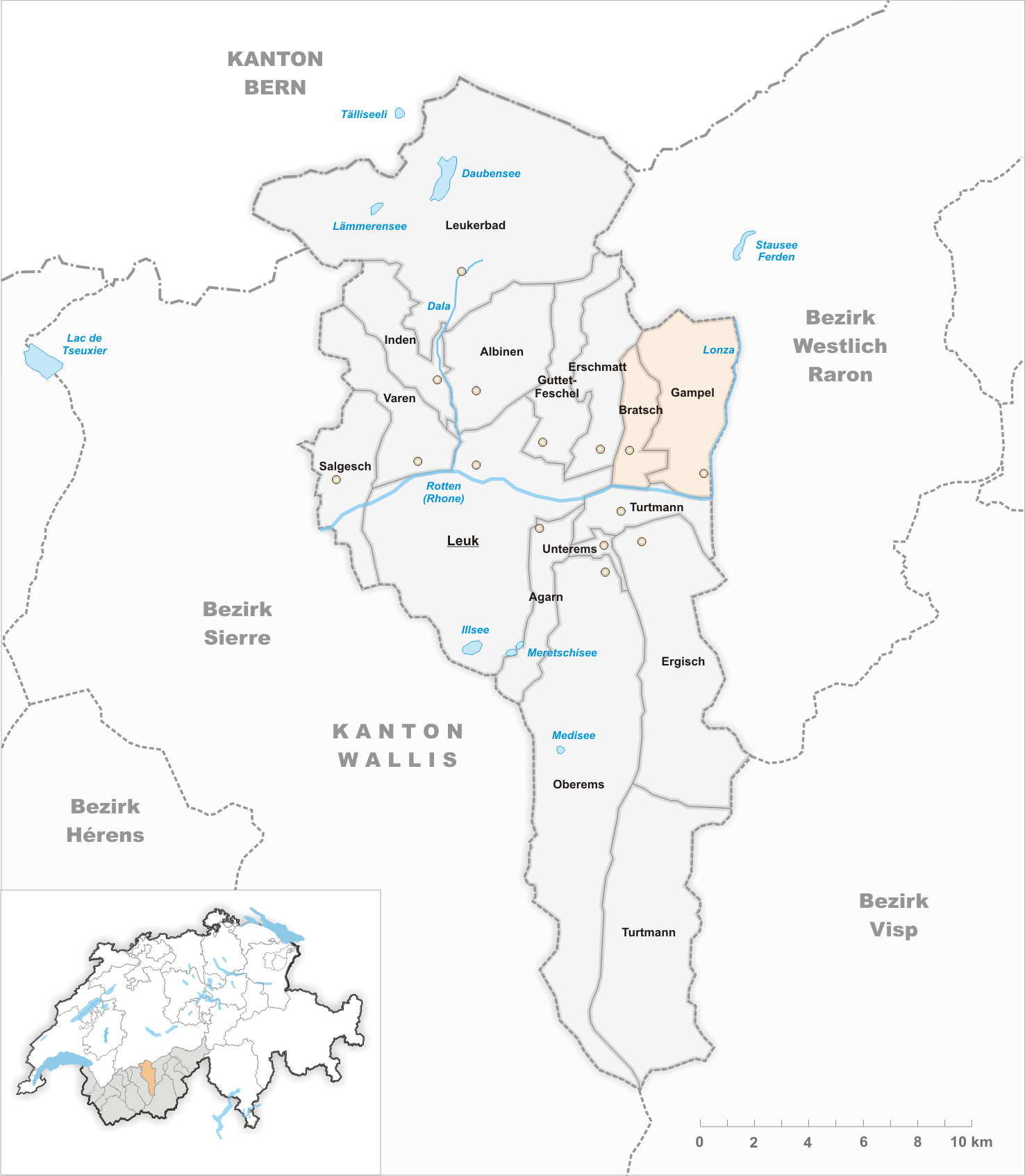
Gemeinden bis 2008
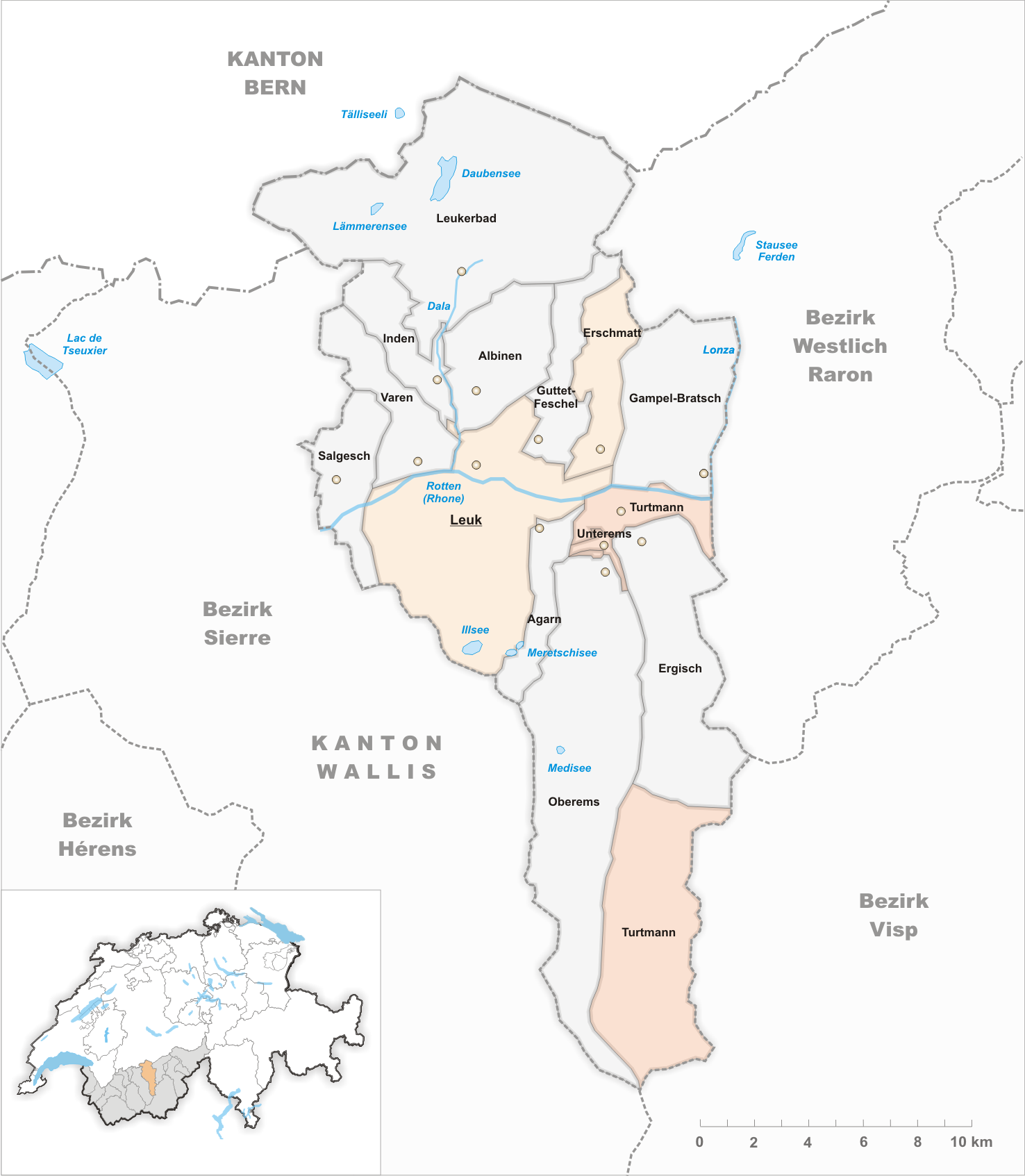
Gemeinden bis 2012

- 2001: Fusion Feschel und Guttet  →  Guttet-Feschel
- 2009: Fusion Bratsch und Gampel  →  Gampel-Bratsch
- 2013: Fusion Erschmatt und Leuk  →  Leuk
- 2013: Fusion Turtmann und Unterems  →  Turtmann-Unterems

## Regierungsstatthalter

### Regierungsstatthalter (Präfekt)
- Franz Julier (1847–1856)
- Ignaz Zen Ruffinen (1856–1871)
- Leo von Werra (1871–1877)
- Peter Marie Gentinetta (1877–1890)
- Adolph Brunner (1890–1902)
- August Gentinetta (1902–1912)
- Adolph Bayard (1913–1950)
- Gottfried Schnyder (1950–1952)
- Paul Mathier (1952–1970)
- Daniel Hildbrand (1971–1976)
- Josef Jäger (1977–1989)
- Josef Gottet (1990–1996)
- Alois Locher (1997–2003)
- Paul Inderkummen (2005–2020)
- Edi Kuonen (2021-)

### Stellvertreter (Vizepräfekt)
- Ignaz Bayard (1848–1865)
- Ludwig Allet (1865–1870)
- Adolph Brunner (1873–1890)
- August Gentinetta (1890–1902)
- Leo von Werra (1902–1912)
- Adolph Bayard (1912–1913)
- Ignaz Zen Ruffinen (1913–1920)
- Gottfried Schnyder (1921–1950)
- Paul Mathier (1950–1952)
- Daniel Hildbrand (1952–1970)
- Josef Jäger (1971–1976)
- Josef Gottet (1977–1989)
- Alois Locher (1990–1996)
- Paul Inderkummen (1997–2005)
- Edi Kuonen (2005–2020)
- Jean-Claude Zeiter (2021-)